# Бельмас Ксенія Олександрівна
Ксенія Олександрівна Бельмас (23 січня 1890, м. Чернігів, Україна — 2 лютого 1981, м. Дурбан, ПАР) — українська оперна і камерна співачка (сопрано), перша етнічна українка в ПАР. Рекордсменка звукозапису серед оперних вокалістів свого часу — разове замовлення у Німеччині для неї склало понад 80 арій та пісень. Здобула світову славу як примадонна французької Гранд-Опери та Берлінської державної опери, а також як африканська примадонна. Була одружена з диригентом Олександром Кічіним.

## Життєпис
Народилася в Чернігові. Матір була українкою, батько — французького походження. Бельмас отримала перші уроки співу від матері та старшої сестри. Її талант виявився ще в дитинстві, коли вона співала у церковному хорі в рідному Чернігові. Згодом закінчила з найвищою відзнакою Київську консерваторію, паралельно була солісткою Одеської опери в 1917—1920 рр., де досягла першого успіху, виконуючи роль Тетяни в опері «Євгеній Онєгін» П. Чайковського. До 1921 року була провідною співачкою Одеського оперного театру. Виступала у Великому театрі в Москві під керівництвом Еміля Купера. Їй пророкували неймовірну кар'єру, але на заваді стали події 1917-го і наступних років.

### Еміграція

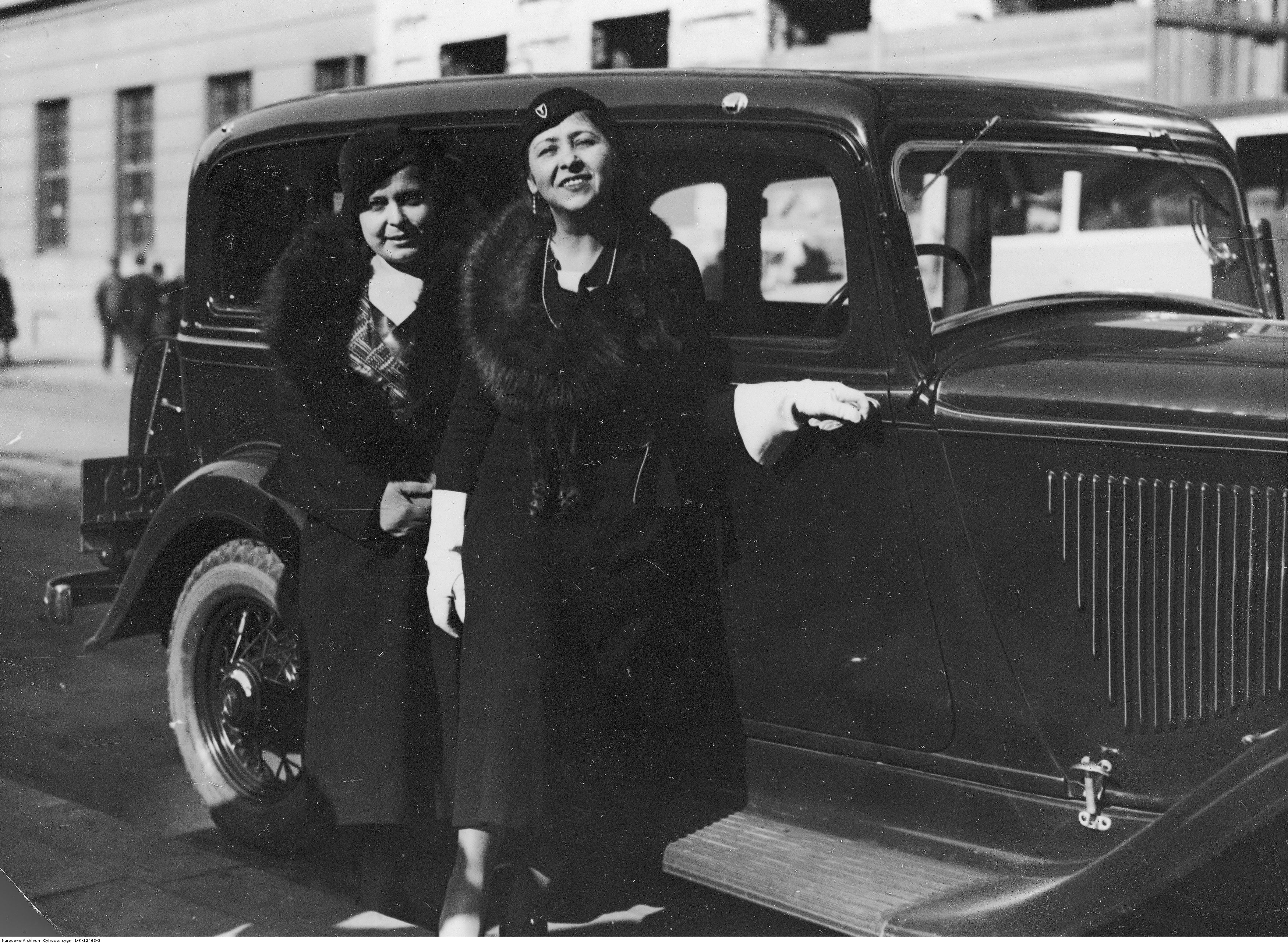
Ксенія Бельмас (справа) в товаристві секретарки редакції IKC Ядвіґи Зброжковної перед автомобілем у Кракові

Під час Першої світової війни її чоловік був важко поранений, і Бельмас переїхала до Петербурга, щоб його доглядати. Втративши дім та батьків, а згодом і чоловіка у часі Української революції та не сприйнявши приходу до влади більшовиків, вона втекла з України наприкінці 1921 року та перетнула польський кордон. У Польщі вийшла заміж за піаніста та диригента Олександра Кічіна з Києва. Незабаром вони переїхали до Вісбадена в Німеччині. Так почалася діяльність співачки за кордоном.

## Оперна кар'єра у Франції
Згодом Бельмас вирішила поїхати до Мілана в Італії, щоб продовжити навчання італійському репертуару.  Після прибуття до Італії вона сказала: «У мене було лише дві сукні та одна пара туфель з дірками. Але я була щаслива і мала можливість познайомитися з чудовими людьми».
Завершивши навчання в Італії, вона поїхала до Парижа. Власне у Парижі їй вдалося цілком реалізувати свій потенціал і буквально одразу завоювати світову культурну столицю. Приїхавши до Франції, Бельмас мала лише валізу зі змінним одягом і лист від Олександра Глазунова на ім'я впливового власника мережі французьких газет (його ім'я не зафіксовано в жодному з джерел), що забезпечило їй доступ до паризьких оперних кіл. Прочитавши рекомендаційний лист, газетний магнат попросив Бельмас заспівати для нього, а потім запросив її виступити перед публікою у нього вдома. Серед авдиторії був маршал Філіп Петен, а також багато головних критиків Парижа. Наступного дня вони розхвалили її голос у чільних французьких газетах. Агенти та імпресаріо облягали Бельмас діловими пропозиціями.

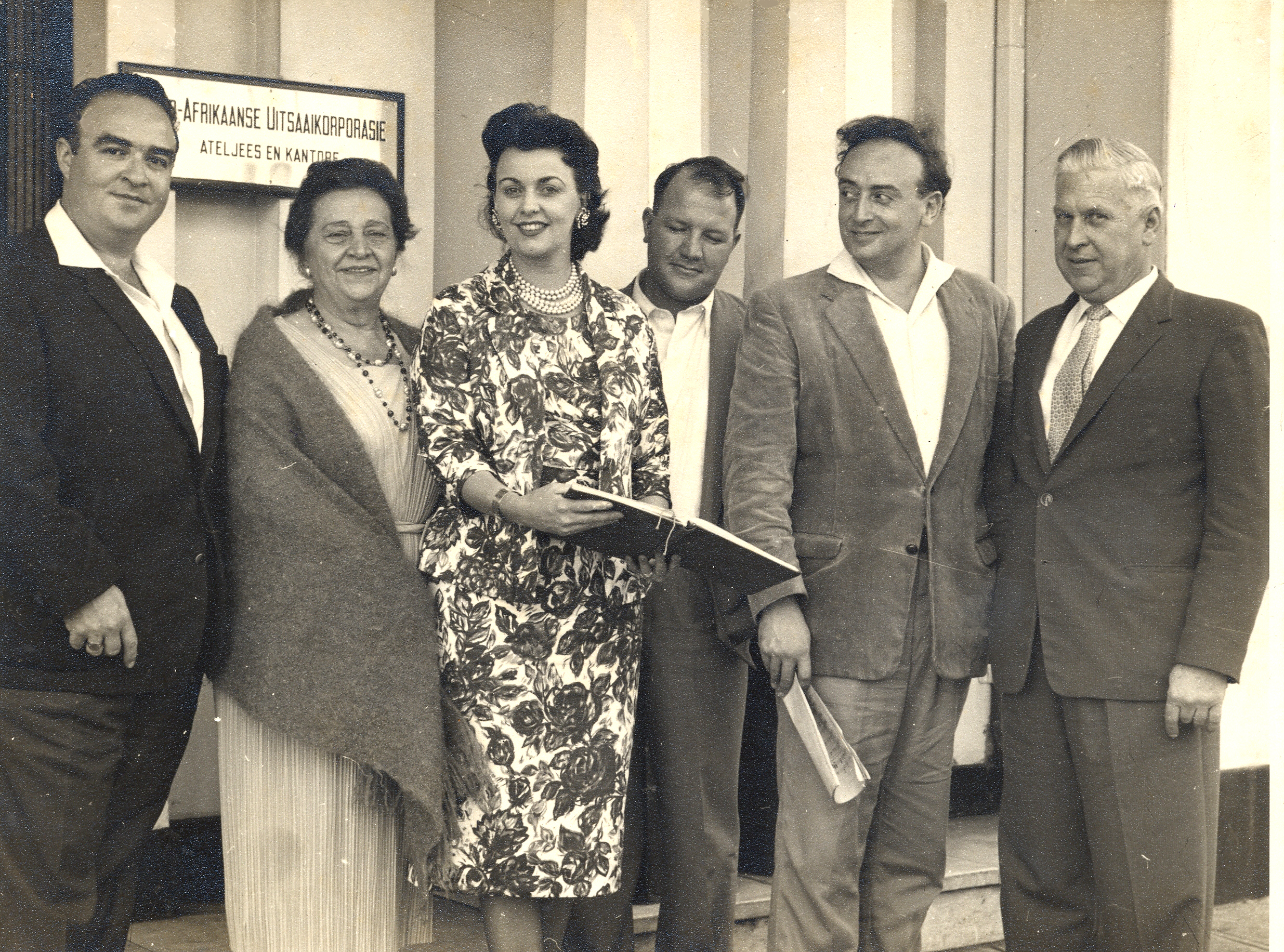
Фото, зроблене під час запису секстету з «Лючиї ді Ламмермур» 10 жовтня 1963 року: Альфонсо Лі; Ксенія Бельмас; Роуз Барнетт; Джордж ван Вінгаард; Уолтер Хайнен і Луї Керні

Протягом трьох місяців вона мала 17 концертів, співала з вісьмома провідними оркестрами Франції. Одним із тих, чию увагу привернув голос співачки, був Жак Руше, директор паризького театру Гранд-Опера. Дебют Бельмас у Гранд-Опері в «Аїді» Джузеппе Верді 18 січня 1926 року відбувся блискуче, хоча не було жодної репетиції.
У жовтні 1926 року Бельмас і її чоловік повернулися до Мілана, де їх запросили виступити перед Артуро Тосканіні в Ла Скала.1928 року подружжя переїхало з Франції до Берліна, там Бельмас значно розширила свій репертуар.

## Оперне турне в Австралії (1928)
У листопаді 1927 року в часописах і багатьох оперних програмах було оголошено, що італійська оперна співачка Ірен Мінгіні Каттанео планує поїхати до Австралії з особливо зірковою групою артистів (серед них була й Ксенія Бельмас) для шестимісячного сезону опери, «якої Австралія ще ніколи не бачила». Виступи мали відбутися в Мельбурні, Сіднеї, Аделаїді та Перті.  Цей тур у співпраці з оперною трупою Ла Скала розпочався 1928 року, коли Бельмас виступала як одна із головних вокалісток оперної трупи Мельба-Вільямсона. Боб Райдаут описав турне, в якому взяла участь Ксенія Бельмас, як одну з найвідоміших подій в історії австралійської опери.

## Переїзд до Південної Африки (1934)

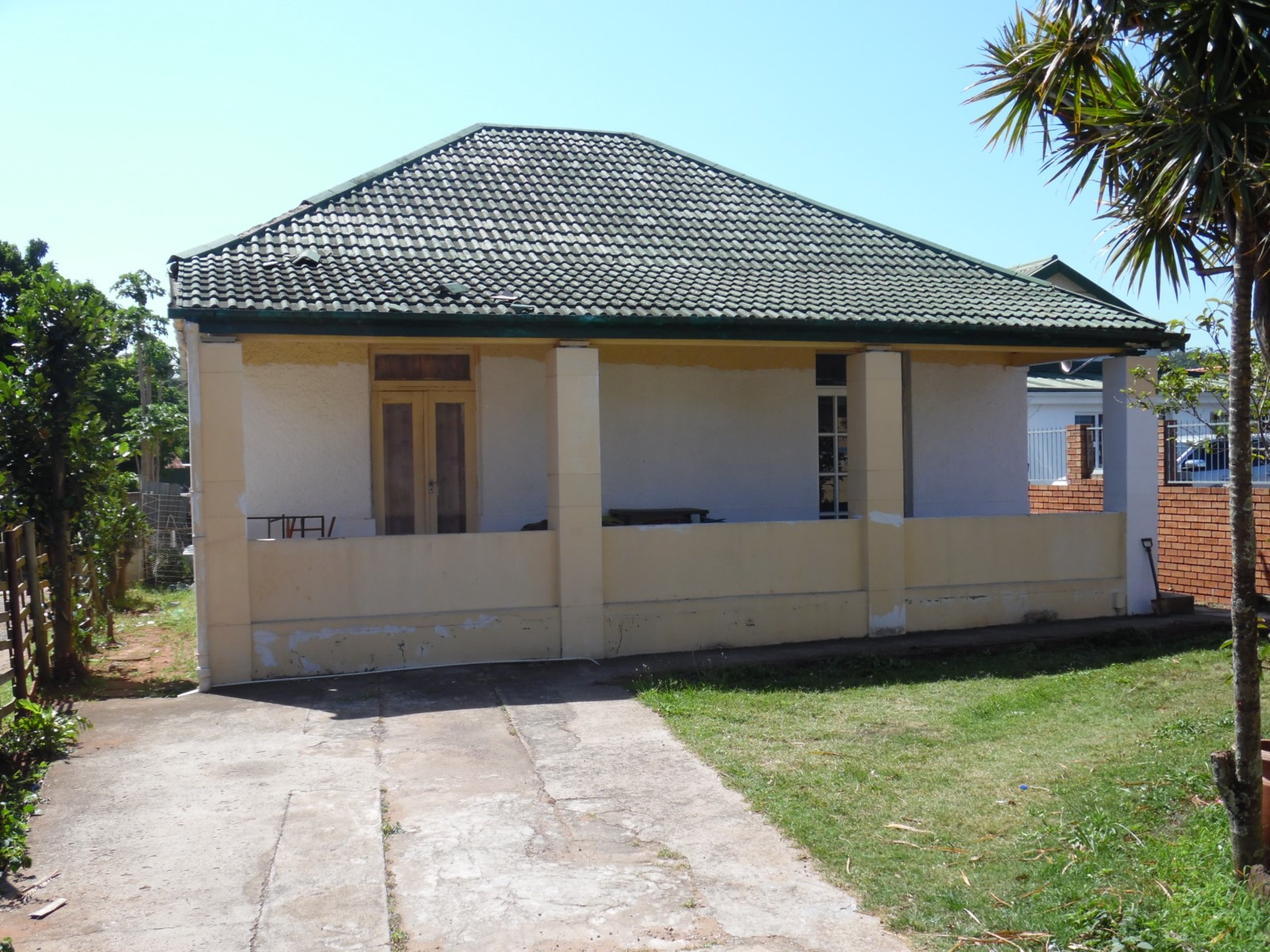
Будинок, в якому Ксенія Бельмас проживала у Дурбані, ПАР

Після повернення з Австралії Бельмас продовжила свою кар'єру, їздила в тури Францією, Німеччиною, Польщею, Монте-Карло (1931), Балтією (1932) і Скандинавією. 1934 року вона вирушила з двадцятьма концертами в тур містами Південної Африки. Прибула до Кейптауна 25 липня 1934 року.
Під час перебування в Південній Африці її другий чоловік піаніст та диригент Олександр Кічин залишив її заради багатої південноафриканки, попередньо програвши усі заощадження Бельмас. Утім, співачка вирішила залишитися в ПАР, за її словами, вона знайшла «абсолютний спокій та задоволення». Жила скромно в будинку за адресою 474 Bartle Road в Умбіло, Дурбан, де заробляла на життя викладанням співу. Збереглися свідчення, що учнів та гостей вона зазвичай пригощала фірмовими стравами з української кухні.
Водночас «наша мадам», як її називали учні, продовжувала виступати. Найбільше концертів дала під час Другої світової війни, збираючи кошти для закупівлі медикаментів, які передавали до СРСР. Так, 1941 р. вона співала в опері М. Римського-Корсакова «Снігуронька», поставленій у м. Йоганнесбурґ. Бельмас хотіла, щоб у Південній Африці можна було слухати велику оперу, і 1964 року доктор Генріх Гаапе поставив у Дурбані «Мадам Баттерфляй» і «Оповідання Гофмана», в яких співало багато її учнів.

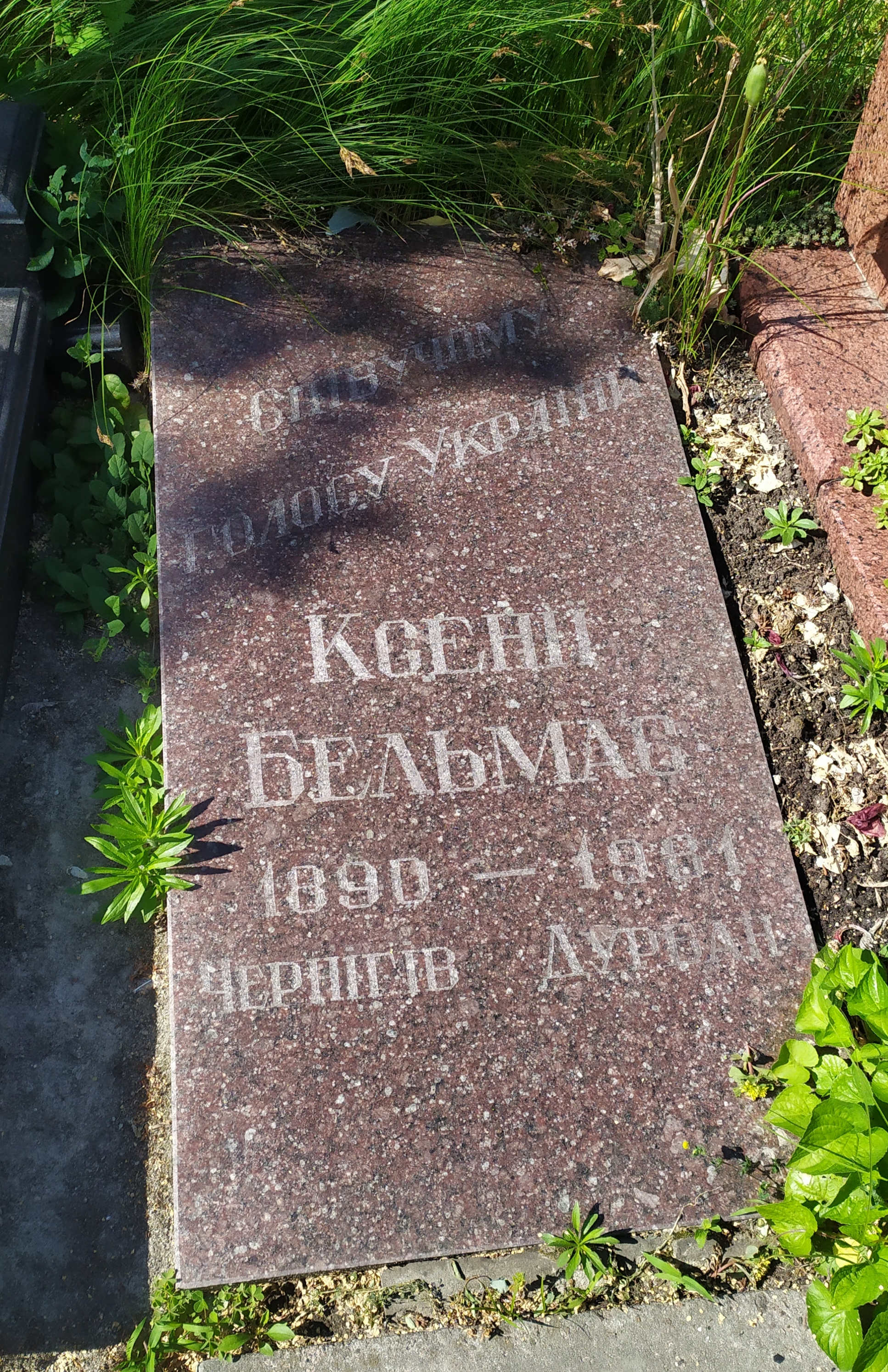
Могила Ксенії Бельмас, Байкове кладовище

Зникнення Ксенії Бельмас на піку її кар'єри в Європі призвело до багатьох спекуляцій серед біографів, чимала когорта яких закінчували свої нотатки про життя та кар'єру співачки словами «вважають, що вона померла, більше нічого не відомо про цю співачку». У грудні 1964 року Гаррі Фарбер, секретар Товариства історичних записів Йоганнесбурґа, розповів біографу Белмас Лео Ріменсу, що вона насправді жива і мешкає в Дурбані. Це допомогло Ріменсу завершити життєпис Бельмас.
Ксенія Бельмас померла в Дурбані, Південна Африка, 2 лютого 1981 року від раку. Хоча сімейне життя примадонни не склалося, їй пощастило мати відданого друга, естонського морського інженера Карла фон Лілієнштейна. Саме йому вона й заповіла поховати свій прах у рідному Чернігові. Це було непросто. 16 років після смерті Ксенії її друг зберігав урну з прахом удома. І за першої ж можливості передав на її батьківщину 1998 року. Ще півтора року тривали бюрократичні процедури. І нарешті у вересні 2000 року співачка упокоїлася в українській землі, але не в Чернігові, як заповідала, а в столиці, у колумбарії Байкового кладовища.